# Cajamarca-Quechua
Cajamarca-Quechua oder Cajamarca-Ketschua (Quechua: Kashamarka Runashimi, offiziell Kashamarka qichwa, auch Kichwa oder Linwa, spanisch Quechua Cajamarquino) ist eine Varietät des Quechua, die in einer Sprachinsel im peruanischen Departement Cajamarca gesprochen wird.

## Sprachgebiet
Cajamarca-Quechua wird in der Provinz Cajamarca in Teilen der Distrikte Chetilla, Cajamarca und Los Baños del Inca, insbesondere in Chetilla (Distrikt Chetilla) und Porcón (Distrikt Cajamarca) gesprochen.

## Geschichte
Das Quechua in Cajamarca, das nie in der gesamten Region gesprochen wurde, geht wahrscheinlich auf Umsiedlergruppen (mitmaq) in der Inka-Zeit zurück. Im Falle des Ortes Porcón sollen dies Kañari aus dem heutigen Ecuador sein, während Chetilla auf Umsiedler aus Chachapoyas zurückgehen soll.
Während die benachbarte, nicht verwandte Culli-Sprache in der ersten Hälfte des 20. Jahrhunderts ausstarb, hat beim Cajamarca-Quechua ein starker Rückgang der Sprache in der zweiten Jahrhunderthälfte eingesetzt.
Das erste Wörterbuch zu Cajamarca-Quechua sowie eine Grammatik wurden 1976 von Felix Quesada im Auftrag der peruanischen Regierung herausgegeben. Das meiste Material zu dieser Quechua-Variante stammt jedoch von David Coombs vom Linguistischen Sommerinstitut (SIL International), der mit seiner Frau Heidi als Wycliffe-Bibelübersetzer von 1973 bis 2012 in der Region lebte. Auf die Aktivitäten des Ehepaars Coombs zusammen mit quechuasprachigen Pastoren geht auch eine 2005 herausgegebene Übersetzung des Neuen Testaments zurück.
Am 15. März 1986 gründeten Indigene der Region die Regionale Akademie der Quechua-Sprache in Cajamarca (Academia Regional del Idioma Quechua de Cajamarca, ARIQC), welche das Quechua „zurückfordern, retten und erhalten“ will, und zwar durch Lehre, Forschung und Verbreitung der Sprache. Ein klarer Arbeitsschwerpunkt liegt im Quechua-Unterricht.

## Sprachliche Merkmale
Das Cajamarca-Quechua hat den alten Quechua-Lautbestand weitgehend bewahrt, einschließlich des retroflexen ch [ĉ]. Anlautendes [h] ist jedoch verstummt, so dass dieser Laut, ausgedrückt mit "j", nur in spanischen Lehnwörtern vorkommt. Als Gemeinsamkeit mit anderen nordperuanischen Quechua-Varianten werden Pluralformen des Verbs durch Anhängen von "llapa" gebildet.

## Rechtschreibung
Quesada verwendete 1976 eine Orthographie, die ähnlich wie die anderen damaligen unter Juan Velasco Alvarado herausgegebenen Wörterbücher und Grammatiken für die regionalen Quechua-Varianten und die bis heute von der AMLQ in Cusco propagierte Schreibweise fünf Vokale (a, e, i, o, u) beinhaltete, bei den Konsonanten aber ebenso wie diese weitgehend den heutigen Quechua-Konventionen entsprach. Retroflexes ch wurde aber – wie auch durch Rodolfo Cerrón Palomino in der Wanka-Quechua-Grammatik – mit "tr" wiedergegeben, was bei Lehnwörtern aus dem Spanischen wie trabajay zu Ungenauigkeiten führte. Außerdem wurde nicht phonemisches b, d, g in Quechua-Wörtern – Allophone von p, t, k nach Nasalen – mit b, d, g wiedergegeben. Die Quechua-Akademie Cajamarca benutzt heute – der Quechua-Phonologie und damit modernen Orthographien entsprechend – nur drei Vokale (a, i, u), schreibt wie in der modernen Kichwa-Orthographie np, nt, nk für mb, nd, ng und gibt retroflexes ch mit ch' wieder, nicht zu verwechseln mit dem Plosiv ch' im südlichen Quechua. In Lehnwörtern aus dem Spanischen treten auch Schreibweisen mit b, d, g auf. SIL International wiederum benutzt in seinen Quechua-Schriften fünf Vokale und mb, nd, ng, womit es sich nahezu an Félix Quesadas Schreibweisen von 1976 hält, schreibt aber ch' für retroflexes ch.

## Heutige soziolinguistische Situation
Das Cajamarca-Quechua ist derzeit einer schnellen Verdrängung durch das Spanische ausgesetzt und hält sich lediglich noch in den Gemeinden Chetilla und Porcón in der Provinz Cajamarca, wo jedoch die Kinder auch zunehmend nur noch Spanisch sprechen. Auf Grund des geringen Ansehens der indigenen Sprache sind die Angaben zur Anzahl der Sprecher aus Volkszählungen viel niedriger als die wahrscheinliche tatsächliche Anzahl. So schwanken die Zahlen zwischen unter 10.000 und über 30.000 Sprechern.
Die wichtigste Institution, die für die Quechua-Sprache in Cajamarca eintritt, ist die am 15. März 1987 gegründete Regionale Akademie der Quechua-Sprache in Cajamarca (Academia Regional del Idioma Quechua de Cajamarca, ARIQC; derzeitiger Präsident: Herr Dolores Ayay Chilón) mit Sitz in der Stadt Cajamarca, die fast ausschließlich von regionalen Quechuasprachigen getragen wird und neben ihrem Engagement für interkulturelle zweisprachige Erziehung an Schulen (EIB) in eigener Verantwortung Unterricht in Quechua als Zweitsprache anbietet, für Kinder von 6–12 Jahren kostenlos. So strebt sie auch in bereits hispanisierten Orten, darunter z. B. Chamis und Cushunga, eine Revitalisierung des Quechua an. In jüngster Zeit wird das Cajamarca-Quechua deshalb auf Grund dieses Engagements vereinzelt als Fach in Schulen angeboten. Den staatlichen Behörden warf Akademiepräsident Ayay dagegen Anfang 2011 vor, entgegen offiziellen Verlautbarungen über EIB nichts für den Erhalt des Quechua oder der ebenfalls im Departamento gesprochenen Aguaruna-Sprache (Awajún) zu tun und der Akademie jegliche Unterstützung zu versagen, ganz im Gegenteil würden vielmehr noch heute Lehrer den Gebrauch des Quechua in Chetilla und Porcón unterdrücken. In starkem Gegensatz zur Ignoranz der peruanischen Eliten gegenüber den indigenen Sprachen stehe ein großes Interesse aus dem Ausland am Cajamarca-Quechua. So erlernten 2009/2010 50 Interessenten aus Deutschland, Frankreich, den USA, Finnland, England, Russland, Ecuador, Belgien und den Niederlanden in Kursen der Akademie rasch Kommunikationsfähigkeit in Cajamarca-Quechua.
Doch selbst in überregionalen Quechua-Zusammenhängen schlug der regionalen Quechua-Akademie mangelndes Ansehen des „Regionaldialekts“ entgegen: So gab es Versuche seitens der Academia Mayor de la Lengua Quechua in Cusco, eine Konkurrenzakademie in Form einer „regionalen Filiale“ zu errichten. Die ARIQC arbeitet dagegen mit Kichwa-Organisationen aus Ecuador zusammen, mit denen nach eigener Aussage eine Verständigung bei Verwendung der jeweils eigenen Kichwa-Variante problemlos möglich sein soll.
Es wird auch von Feindseligkeit gegenüber dem Cajamarca-Quechua in protestantischen Kirchen berichtet. So werden in der Kirchengemeinde der Adventisten in Alto Porcón laut einer Untersuchung von Marco Arana Zegarra 2002 nicht nur traditionelle Kleidung und Musikinstrumente, sondern auch der Gebrauch des Quechua sozial geächtet. Der Autor zitiert die mündliche Aussage eines Mitarbeiters einer lokalen Radiostation, der wiederholt vom Adventistenpastor von Porcón Bajo und ehemaligen Bürgermeister von Porcón Alto attackiert wurde, weil er quechuasprachige Radiosendungen machte, und zwar mit der Begründung, dass „alle Leute denken werden, in Porcón seien Quechua-Indios“. Anders als Schüler in anderen Teilen von Porcón lehnen die adventistischen Schüler aus Porcón Alto jeglichen Quechua-Unterricht ab und fordern stattdessen verstärkten Englisch-Unterricht, da für die Arbeit in der – heftig umstrittenen, da stark umweltbelastenden – Mine Yanacocha schließlich Englisch gebraucht werde. Von 726 Personen in Granja Porcón sind 81 % Katholiken, während sämtliche Genossen der „Kooperative Jerusalem“ (Granja Porcón), also diejenigen mit der ökonomischen Macht, der evangelikalen Freikirche angehören.
Von Ablehnung des Quechua in evangelikalen Gemeinden in den 1980er Jahren berichtet auch Heidi Coombs von SIL International. In der Überzeugung, dass sich so das Ziel der Evangelisation nicht erreichen ließe, stellten sich Christen um Coombs dieser Haltung durch öffentliche Lesungen biblischer Texte auf Quechua in Chetilla entgegen, worauf zahlreiche Zuhörer die Botschaft überhaupt erst verstanden. Seither wird laut Coombs, insbesondere auch in Verbindung mit der Übersetzung des Neuen Testaments, Cajamarca-Quechua in verschiedenen Kirchen vermehrt verwendet, so etwa in Lesungen und Liedern mit traditionellen Melodien.
Ende 2008 erkannte die Regionalregierung von Cajamarca Quechua neben der Aguaruna-Sprache (Awajún) und dem Spanischen als „offizielle Sprache“ an und erklärte, bei der Institutionalisierung in Bildung und Verwaltung in „mündlicher und schriftlicher Form“ mit der regionalen Quechua-Akademie zusammenzuarbeiten. 2011 wurde mit der regionalen Direktive R.D.R. N° 4107-2011-ED/CAJ die Verwendung des Quechua an Primar-, Sekundar- und höheren Schulen in Cajamarca autorisiert, und mit R.D.R. N° 0659-2012-ED/CAJ wurde das regionale Quechua-Alphabet (3 Vokale, 17 Konsonanten) anerkannt. Nach Angaben des ARIQC-Präsidenten Ayay gibt es seit 2011 durch den Regionalpräsidenten Gregorio Santos erstmals eine nennenswerte Unterstützung der Region Cajamarca für Quechua-Unterricht, der hier mit dem Ziel einer Wiedererlangung der Sprache konzipiert wird. Dies wird auch an den Zahlen der insgesamt 281 Schulen im Departamento Cajamarca deutlich, die 2014 für Interkulturelle zweisprachige Erziehung und Interkulturelle Erziehung zur linguistischen Revitalisierung vorgesehen sind: Hier haben die Schüler in 24 Schulen Awajún und nur in 5 Schulen Quechua als Muttersprache, während in 252 Schulen (sowohl Primar- als auch Sekundarschulen) Quechua als Zweitsprache der Schüler dient, man also auf Spracherwerb des Cajamarca-Quechua abzielt – darunter in 85 Schulen im Distrikt Cajamarca, 16 in Chetilla und 52 in Baños del Inca. Die 2013 im Departamento Cajamarca betriebenen drei Schulen mit Quechua als Muttersprache befinden sich alle in Querocotillo, einem Gebiet, das an die Region Lambayeque angrenzt und wo die Quechua-Variante Inkawasi-Kañaris gesprochen wird. 2014 wurden erstmals sechs Lehrerstellen für Cajamarca-Quechua-Muttersprachler in interkultureller zweisprachiger Erziehung an mehreren Schulen in Chetilla, Porcón Alto, La Paqcha und Cajamarca ausgeschrieben, deren Grundlage unter anderem das von María Sumire entworfene Sprachen-Gesetz (Ley 29735) ist. Nach Angaben der regionalen Quechua-Akademie konnten aber bereits in dem seit 2011 an einigen Primar- und Sekundarschulen organisierten Quechua-Unterricht viele Schüler innerhalb von zwei Jahren ein Sprachniveau erlangen, das sie erstmals zu einer Kommunikation mit der ältesten, einsprachigen Quechua-Generation ihres Dorfes befähigt.

### Märchen, Erzählungen auf Cajamarca-Quechua
- Unay willanakuna: Urqu Kilish (Memento vom 11. Mai 2015 im Internet Archive) (Der Apu Quilish und andere Märchen, aufgezeichnet von Dolores Ayay Chilón, ARIQC)
- Cuentokuna llaqtancheqmanta (1979, erzählt von Blanca Ortiz Chamán, Cruz Landa Quito, Vicente Ortiz Alaya, aufgezeichnet von David Coombs, SIL, PDF 1,0 MB)
- Shumaq Kwintukuna (1983, erzählt von Cruz Landa Quito, Vicente Ortiz Alaya, SIL, PDF 1,4 MB)
- Unay Kwintitukuna (1997, aufgezeichnet von Santos A. Calua Terán, SIL, PDF 2,4 MB)